# Estamariu
Estamariu est une commune de la comarque de l'Alt Urgell dans la province de Lleida, en Catalogne (Espagne).

## Géographie
Commune située dans les Pyrénées.